# Космос-1969
Космос-1969 је један од преко 2400 совјетских вјештачких сателита лансираних у оквиру програма Космос.
Космос-1969 је лансиран са космодрома Плесецк, СССР, 15. септембра 1988. Ракета-носач Сојуз је поставила сателит у орбиту око планете Земље. Маса сателита при лансирању је износила 6600 килограма. Космос-1969 је био осматрачки сателит.